# Parapotos
Parapotos — вимерлий рід хижих, що жив у США (Техас) (1 колекція). Рід містить такі види: Parapotos tedfordi.